# Moutiers (Meurthe-et-Moselle)
Pour les articles homonymes, voir Moutiers.
Moutiers est une commune française située dans le département de Meurthe-et-Moselle en région Grand Est.

## Géographie
Dans la vallée encaissée du Woigot, le village s'est développé de façon linéaire sur les deux rives de la rivière.
|              | Val de Briey |           |
| Les Baroches | Moutiers     | Homécourt |
| Valleroy     | Auboué       |           |

### Hydrographie

#### Réseau hydrographique
La commune est dans le bassin versant du Rhin au sein du bassin Rhin-Meuse. Elle est drainée par le ruisseau des Sept Chevaux et le ruisseau le Woigot,.
Le ruisseau des Sept Chevaux, d'une longueur de 16 km, prend sa source dans la commune de Norroy-le-Sec et se jette  dans le Rawe à Valleroy, après avoir traversé six communes. 
Le Woigot, d'une longueur de 21 km, prend sa source dans la commune de Mont-Bonvillers et se jette  dans l'Orne à Auboué, après avoir traversé sept communes. 

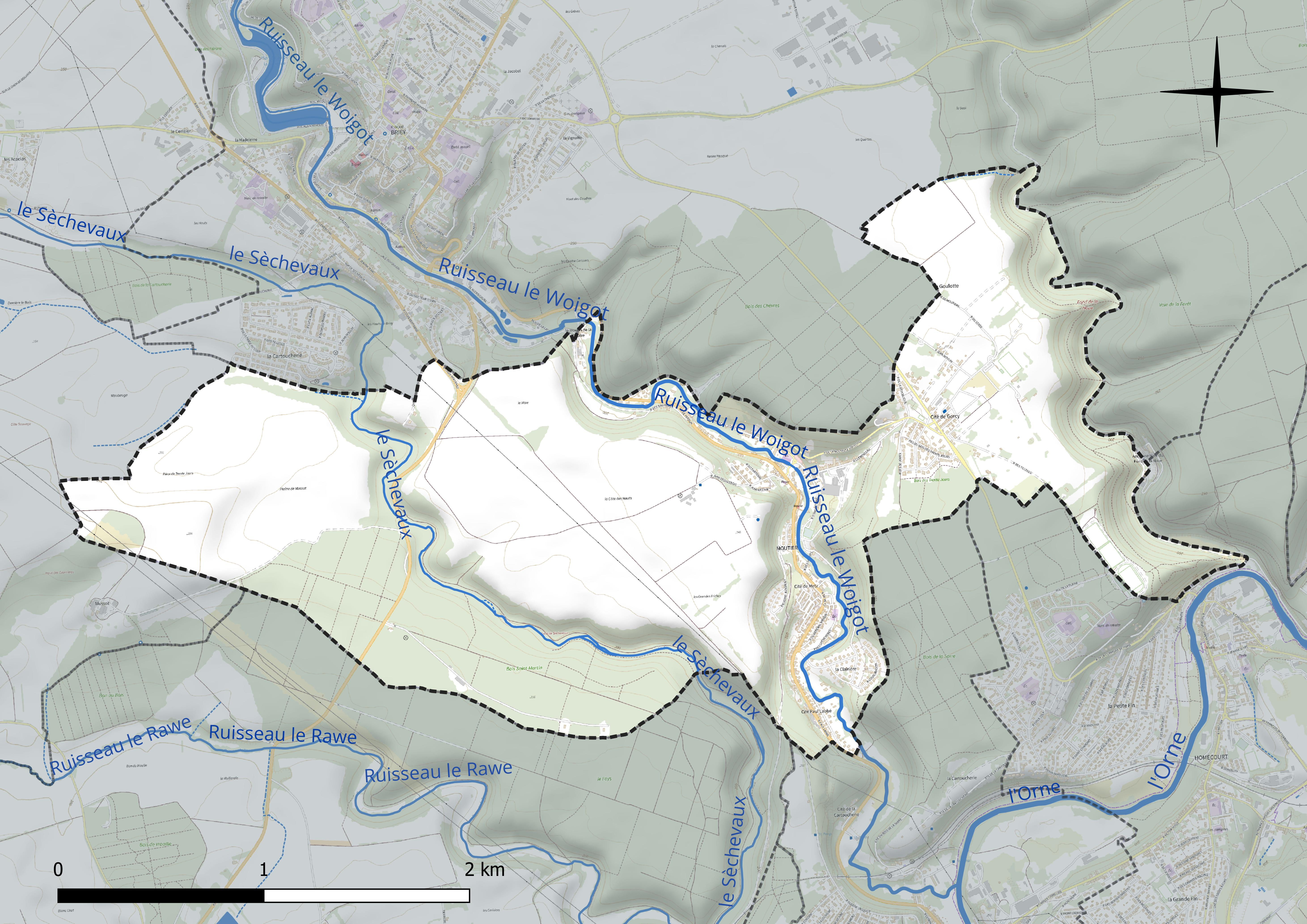
Réseau hydrographique de Moutiers.

#### Gestion et qualité des eaux
Le territoire communal est couvert par le schéma d'aménagement et de gestion des eaux (SAGE) « Bassin ferrifère ». Ce document de planification concerne le périmètre des anciennes galeries des mines de fer, des aquifères et des bassins versants hydrographiques associés qui s’étend sur 2 418 km2. Les bassins versants concernés sont celui de la Chiers en amont de la confluence avec l'Othain, et ses affluents (la Crusnes, la Pienne, l'Othain), celui de l'Orne et ses affluents et celui de la Fensch, le Veymerange, la Kiesel et les parties françaises du bassin versant de l'Alzette et de ses affluents (Kaylbach, ruisseau de Volmerange). Il a été approuvé le 27 mars 2015. La structure porteuse de l'élaboration et de la mise en œuvre est la région Grand Est. 
La qualité des cours d’eau peut être consultée sur un site dédié géré par les agences de l’eau et l’Agence française pour la biodiversité. 

### Climat
Pour des articles plus généraux, voir Climat du Grand Est et Climat de Meurthe-et-Moselle.
En 2010, le climat de la commune est de type climat de montagne, selon une étude du Centre national de la recherche scientifique s'appuyant sur une série de données couvrant la période 1971-2000. En 2020, Météo-France publie une typologie des climats de la France métropolitaine dans laquelle la commune est exposée à un climat semi-continental et est dans la région climatique  Lorraine, plateau de Langres, Morvan, caractérisée par un hiver rude (1,5 °C), des vents modérés et des brouillards fréquents en automne et hiver. 
Pour la période 1971-2000, la température annuelle moyenne est de 9,3 °C, avec une amplitude thermique annuelle de 16,6 °C. Le cumul annuel moyen de précipitations est de 844 mm, avec 12,6 jours de précipitations en janvier et 9,5 jours en juillet. Pour la période 1991-2020, la température moyenne annuelle observée sur la station météorologique de Météo-France la plus proche, « Doncourt-lès-Conflans », sur la commune de Doncourt-lès-Conflans à 10 km à vol d'oiseau, est de 10,7 °C et le cumul annuel moyen de précipitations est de 710,3 mm. 
La température maximale relevée sur cette station est de 40,9 °C, atteinte le 25 juillet 2019 ; la température minimale est de −16,5 °C, atteinte le 26 décembre 2010,,. 
Les paramètres climatiques de la commune ont été estimés pour le milieu du siècle (2041-2070) selon différents scénarios d'émission de gaz à effet de serre à partir des nouvelles projections climatiques de référence DRIAS-2020. Ils sont consultables sur un site dédié publié par Météo-France en novembre 2022.

## Urbanisme

### Typologie
Au 1er janvier 2024, Moutiers est catégorisée petite ville, selon la nouvelle grille communale de densité à sept niveaux définie par l'Insee en 2022.
Elle appartient à l'unité urbaine de Val de Briey, une agglomération intra-départementale regroupant deux  communes, dont elle est une commune de la banlieue,,. Par ailleurs la commune fait partie de l'aire d'attraction de Val de Briey, dont elle est une commune du pôle principal,. Cette aire, qui regroupe 14 communes, est catégorisée dans les aires de moins de 50 000 habitants,.

### Occupation des sols
L'occupation des sols de la commune, telle qu'elle ressort de la base de données européenne d’occupation biophysique des sols Corine Land Cover (CLC), est marquée par l'importance des territoires agricoles (49 % en 2018), une proportion identique à celle de 1990 (49 %). La répartition détaillée en 2018 est la suivante : 
terres arables (42,3 %), forêts (37,2 %), zones urbanisées (13,7 %), zones agricoles hétérogènes (6,7 %), milieux à végétation arbustive et/ou herbacée (0,2 %). L'évolution de l’occupation des sols de la commune et de ses infrastructures peut être observée sur les différentes représentations cartographiques du territoire : la carte de Cassini (XVIIIe siècle), la carte d'état-major (1820-1866) et les cartes ou photos aériennes de l'IGN pour la période actuelle (1950 à aujourd'hui).

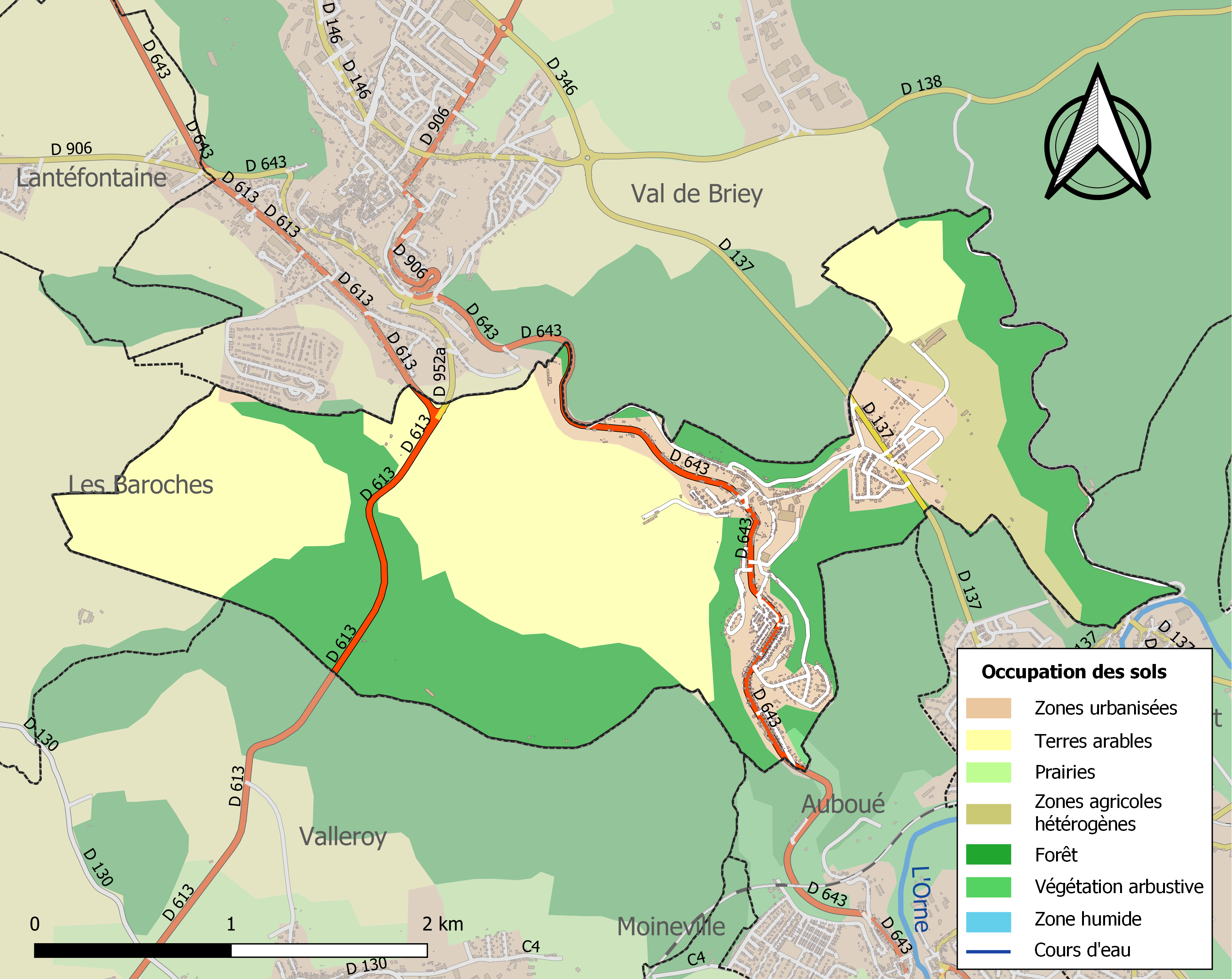
Carte des infrastructures et de l'occupation des sols de la commune en 2018 (CLC).

## Toponymie
Le nom de la localité est attesté sous les formes Moustiers (1239) ; De Monasterio, Moustié (1544) ; Motié (1657) ; Moustier (1689) ; Monstier (1709) ; Montier, Montierium (1749).

L'origine du nom de Moutiers provient du latin monasterium signifiant « monastère » ou « couvent ».

## Histoire
Le nom vient du latin : manasterium (monastère).
Moutiers appartenait autrefois au Barrois sur le Woigot. À la fin du XVIe siècle, la seigneurie passa par mariage à la famille de Ficquelmont. Le château est alors redéveloppé, il sera ensuite transformé au XVIIIe siècle, mais malheureusement défiguré au XIXe siècle. En 1817, il y avait 167 habitants répartis dans 32 maisons.
La mine de fer de Moutiers a été ouverte en 1902 et fermée en 1980.

## Population et société

### Démographie
L'évolution du nombre d'habitants est connue à travers les recensements de la population effectués dans la commune depuis 1793. Pour les communes de moins de 10 000 habitants, une enquête de recensement portant sur toute la population est réalisée tous les cinq ans, les populations de référence des années intermédiaires étant quant à elles estimées par interpolation ou extrapolation. Pour la commune, le premier recensement exhaustif entrant dans le cadre du nouveau dispositif a été réalisé en 2007.

En 2022, la commune comptait 1 591 habitants, en évolution de +1,4 % par rapport à 2016 (Meurthe-et-Moselle : −0,13 %, France hors Mayotte : +2,11 %).
| 1793 | 1800 | 1806 | 1836 | 1841 | 1861 | 1866 | 1872 | 1876 |
| ---- | ---- | ---- | ---- | ---- | ---- | ---- | ---- | ---- |
| 181  | 138  | 160  | 442  | 549  | 373  | 364  | 395  | 403  |

| 1881 | 1886 | 1891 | 1896 | 1901 | 1906  | 1911  | 1921  | 1926  |
| ---- | ---- | ---- | ---- | ---- | ----- | ----- | ----- | ----- |
| 433  | 490  | 359  | 341  | 574  | 1 337 | 1 833 | 1 167 | 2 072 |

| 1931  | 1936  | 1946  | 1954  | 1962  | 1968  | 1975  | 1982  | 1990  |
| ----- | ----- | ----- | ----- | ----- | ----- | ----- | ----- | ----- |
| 2 426 | 2 286 | 2 146 | 2 470 | 2 710 | 2 712 | 2 335 | 2 123 | 2 036 |

| 1999  | 2006  | 2007  | 2012  | 2017  | 2022  | - | - | - |
| ----- | ----- | ----- | ----- | ----- | ----- | - | - | - |
| 1 923 | 1 772 | 1 749 | 1 626 | 1 563 | 1 591 | - | - | - |

## Culture locale et patrimoine

### Lieux et monuments

#### Édifices civils

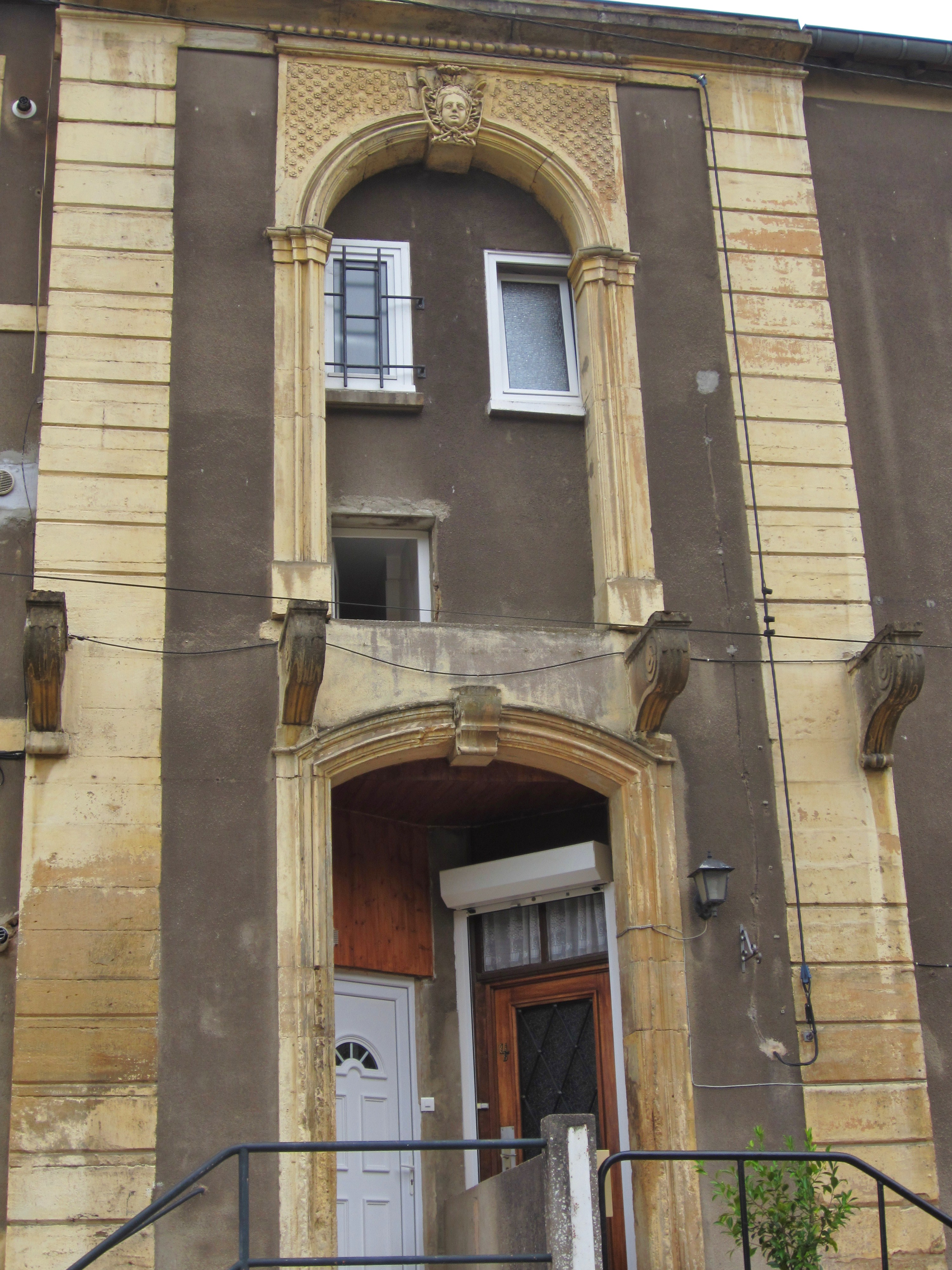
Porte de l'ancien château.

- Château construit début XVIe siècle pour Gérard d'Avillers, passé par mariage à Robert seigneur de Ficquelmont, transformé au XVIIIe siècle, défiguré au XIXe siècle
- Ancien Moulin de Caulre, moulin seigneurial sur le Woigot, cité en 1214 ; filature au début du XIXe siècle et de 1856 à 1874 ; forge de 1837 à 1840 ; minoterie depuis 1874.
- Monument aux victimes de la mine XXe, une œuvre contemporaine (1965) du sculpteur Amilcar Zannoni.

#### Édifices religieux

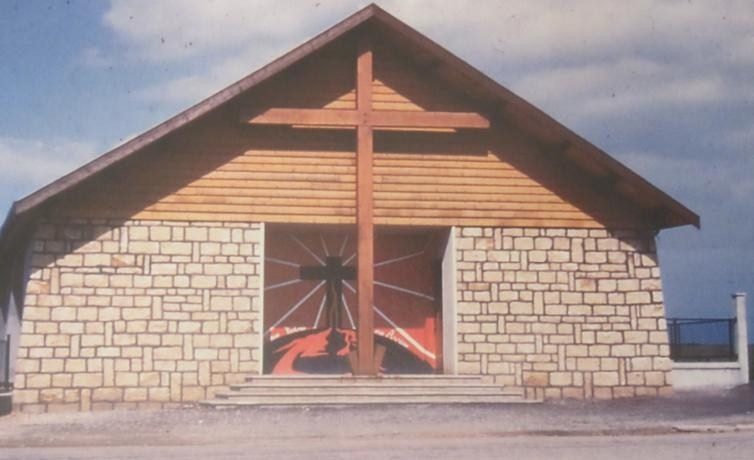
Ancienne chapelle Saint-Jean-Bosco à Moutiers-Haut, aujourd'hui détruite.

- Église paroissiale de la-Très-Sainte-Trinité, inaugurée en 1961 en remplacement de l'ancienne église du XVIIIe siècle, agrandie en 1913 et détruite en 1940. Il ne subsiste de l'ancienne église que le Christ assis aux liens et un relief en bois de la Madeleine du XXe siècle.
- Ancienne chapelle Saint-Jean-Bosco à Moutiers-Haut, construite en 1960, rasée en 2003, après apparition de fissures dues aux affaissements miniers.
- Chemin de Croix XXe siècle.

### Personnalités liées à la commune
- Amilcar Zannoni (1922-2009), sculpteur contemporain d'origine italienne, mort et inhumé à Moutiers.
- Pierre Rémy, ancien footballeur français de 1945 à 1949, né en 1920 à Moutiers.
- Gianni Zola,  coureur cycliste italien, né à Moutiers en 1959.

### Héraldique
| Blason de Moutiers | Blason  | De sable à la croix d'or, cantonnée en chef à dextre d'une fleur de lys, à senestre d'une tour, en pointe à dextre d'une façade d'église et à senestre d'un puits de mine, le tout d'or. |
| Blason de Moutiers | Détails | Ce blason tire son origine de celui de Gérard d'Avillers, seigneur de Moutiers au XVIe siècle. En effet la maison d'Avillers, d'ancienne chevalerie, portait : de sable à la croix d'or cantonnée au premier canton d'une fleur de lys de même. La commune a complété ce blason en ajoutant des meubles héraldiques dans les autres cantons. Dans le second canton la tour rappelle la famille de Raigecourt, dernier seigneur du lieu avant la révolution. Enfin, dans les cantons de la pointe, la façade d'église évoque l'église Saint Martin détruite en 1940, et le puits de mine la richesse du pays. Le statut officiel du blason reste à déterminer. |